# 12341 Calevoet
12341 Calevoet là một tiểu hành tinh vành đai chính với cận điểm quỹ đạo là 1.8471461 AU. Nó có độ lệch tâm là 0.2221954 và chu kỳ quỹ đạo là 1336.71 ngày (3.66 năm).
Calevoet có vận tốc quỹ đạo trung bình là 19.32757577 km/s và độ nghiêng quỹ đạo là 3.17913°.
Thlà mộtsteroid was được phát hiện ngày 27 tháng 1 năm 1993 bởi Eric Elst.
Nó được đặt theo tên Calevoet, a hamlet in the southwestern part of the municipality thuộc Uccle.